# Соколи, Миц
Миц Соколи (алб. Mic Sokoli; 1839 — 1881) — борец за свободу и независимость Албании, активный участник антитурецкого восстания албанских патриотов. Народный герой Албании.

## Биография
Косовский албанец. Родился в семье с глубокими патриотическими традициями в нынешней общине Буян округа Тропоя области Кукес в Албании.
Видный деятель албанского национального движения. В конце 1870-х — начале 1880-х годов был известным предводителем албанских повстанцев на территориях, которые были заселены этническими албанцами в годы существования Призренской лиги, созданной для противодействия осуществлению решений Берлинского конгресса, по которому некоторые приграничные территории тогдашней Османской империи были переданы Черногории и Греции.
Активный участник боевых действий в г. Джяковица против войск Мехмеда Али-паши. Бесстрашно сражался против черногорцев около Грюде, Хоти, Груда, Тузи, Призрен, Феризай, Гжилане и многих других местах.
Во время битвы против турок при Сливова в апреле 1881 года Миц Соколи погиб, совершив легендарный подвиг, вошедший в историю Албании, зажав своим телом дуло османской пушки. Его поступок поднял дух албанских воинов, которые выиграли эту битву.
Миц Соколи стал символом патриотизма и героизма. Пользуется большой популярностью по всей Албании.
Президиум Национальной ассамблеи страны присвоил ему звание Народного героя Албании посмертно.
О герое написан ряд книг.